# Servigny
Servigny település Franciaországban, Manche megyében. Lakosainak száma 199 fő (2018. január 1.). Servigny Montsurvent, Ancteville, Boisroger, Brainville, La Vendelée, Gouville-sur-Mer és Saint-Sauveur-Villages községekkel határos.

## Népesség
A település népessége az elmúlt években az alábbi módon változott:
| Lakosok száma | 161  | 137  | 145  | 160  | 212  | 203  | 193  | 201  | 200  | 199  |
|               | 1968 | 1975 | 1982 | 1999 | 2006 | 2011 | 2013 | 2016 | 2017 | 2018 |